# Saropogon fletcheri
Saropogon fletcheri är en tvåvingeart som beskrevs av Stanley Willard Bromley 1934. Saropogon fletcheri ingår i släktet Saropogon och familjen rovflugor.
Artens utbredningsområde är Texas. Inga underarter finns listade i Catalogue of Life.